# 石炭
石炭（せきたん、英語: coal）とは、太古（数千万年～数億年前）の植物が完全に腐敗分解する前に地中に埋もれ、そこで地熱や地圧を長期間受けて変質（石炭化）したことにより生成した物質の総称。見方を変えれば植物化石でもある。
化石燃料の一つとして火力発電や製鉄などに使われるが、燃焼時に温暖化ガスである二酸化炭素（CO2）を大量に排出する。このため地球温暖化抑制のため石炭の使用削減が求められている一方で、2021年時点で74億トンの世界需要があり（国際エネルギー機関の推計）、炭鉱の新規開発計画も多い。

## 概要
石炭は「黒いダイヤモンド」と称されたこともある。特に産業革命以後20世紀初頭まで最重要の燃料として、また化学工業や都市ガスの原料として使われてきた。しかし、第一次世界大戦前後から、艦船の燃料が重量当たり石炭の約2倍のエネルギーを持ち、（艦船内も含め）輸送・移送の容易な石油に切り替わり始めた。戦間期から中東での油田開発が進み、第二次世界大戦後に大量の石油が安価に採掘される時代を迎えると産業分野でも石油の導入が進み（エネルギー革命）、西側先進国で採掘条件の悪い坑内掘り炭鉱は廃れた。
1970年代に二度の石油危機で石油価格が高騰すると、産業燃料や発電燃料は再び石炭に戻ったが、日本国内で炭鉱が復活することは無かった。豪州の露天掘りなど、採掘条件の良い海外鉱山で機械化採炭された、安価な海外炭に切り替わっていたからである。海上荷動きも原油に次いで石炭と鉄鉱石が多く、30万トン級の大型石炭船も就役している。
他の化石燃料である石油や天然ガス等と比べても、燃焼した際のCO2や硫黄酸化物（SOx）などの有害物質の排出量が多く、地球温暖化、大気汚染の主な原因の一つとなっているが、取扱い上の粉塵や燃焼で生ずる排煙は地球温暖化を抑制する効果がある。
日本では、一般的に石炭（せきたん）と呼ばれるようになったのは、明治初年に西欧の採炭技術が入って、特にドイツ語Steinkohleを和訳したものとされる。それ以前は地方によって、五平太（ごへいだ）、石炭（いしずみ）、岩木（いわき）、燃石（もえいし）、烏丹（うに）、烏朱（うし）などと様々に呼称されていた。

## 石炭の起源

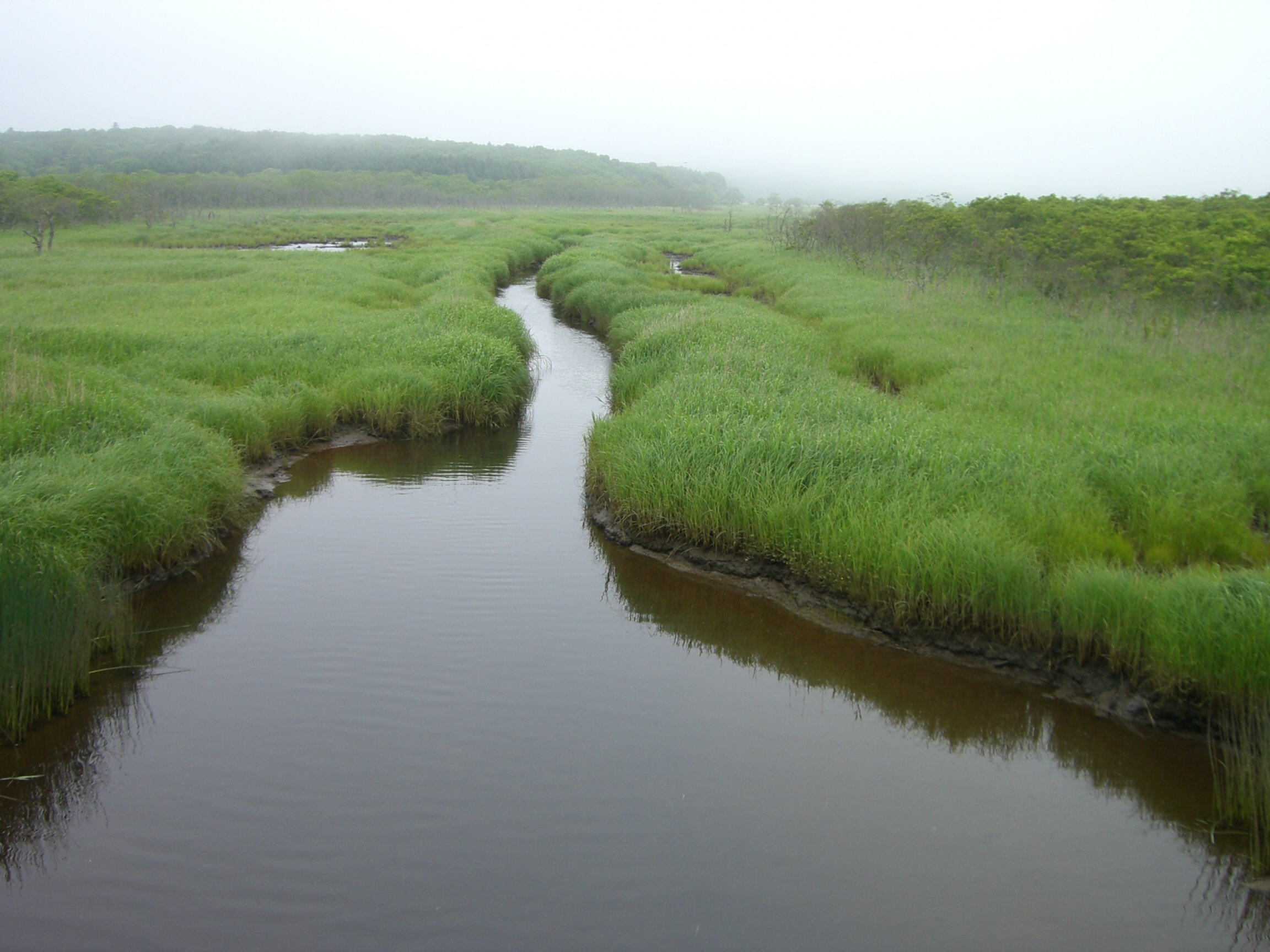
現存する泥炭地 霧多布湿原

石炭は数千万年前～数億年前の植物が湖底や海底に層状に堆積し、地殻変動や造山活動等による地圧や地熱の影響により変化し、濃集して石炭化したものである。特に石炭の成因植物となっているのは、石炭紀時代（2億4千万年前～3億年前）の湿地帯で森林を形成していた巨大なシダ類と、第三紀時代（2千5百万年前～6千万年前）の針葉樹類などと考えられている。
古生代においては、菌類等の分解者がまだ出現していなかったり少数派であったりしたため、大量の植物群が分解前に埋没していた。植物の遺体が分解されずに堆積する場所として湿原や湿地帯が挙げられる。これらの場所においては、植物の死体は酸素の少ない水中に沈むことによって生物による分解が十分進まず、分解されずに残った組織が泥炭となって堆積する。泥炭は植物が石炭になる入り口とされている。他の成因として大規模な洪水で大量の樹木が湖底等の低地に流れ込んで土砂に埋まることも考えられる。地中に埋まった植物は年代を経るに従って 泥炭→褐炭→歴青炭→無煙炭 に変わってゆく。この変化を石炭化と呼ぶ。

### 石炭化
石炭化は多様な化学反応を伴った変化である。セルロースやリグニンを構成する元素は炭素、酸素、水素であるが、石炭化が進むに従って酸素や水素が減って炭素濃度が上がってゆき、外観は褐色から黒色に変わり、固くなってゆく。炭素の含有量は泥炭の70%以下から順次上昇して無煙炭の炭素濃度は90%以上に達する。化学的には植物生体由来の脂肪族炭化水素が脱水反応により泥炭・褐炭になり、次に脱炭酸反応により瀝青炭となり、最後に脱メタン反応により芳香族炭化水素主体の無煙炭に変わってゆく。植物が石炭化する速度は地中での圧力や温度の影響を受ける。日本は環太平洋造山帯に位置し地殻変動が盛んなため、諸外国の産地よりも高温・高圧にさらされて石炭化の進行が早いとする説もある。

### 石炭が産出する地層と歴史
石炭は元となった植物が繁茂していた時代に相当する地層から産出される。古生代の地層は石炭が産出する地層としては最も古く、産出は無煙炭が主体。古生代に繁茂していた植物は現在のシダ類やトクサ類の祖先に相当するが、当時の代表的な植物であるリンボクは高さ30メートルになる大木で、大森林を形成していたと考えられている。
- 石炭紀（2億8千万年前頃）: ヨーロッパ、北米大陸
- ペルム紀（2億2千万年前頃）: 中国、インド亜大陸、オーストラリア大陸、アフリカ大陸

中生代はソテツやイチョウなどの裸子植物が優勢となった。この時代の地層から産出する石炭は海外ではほとんど瀝青炭だが、日本で産出するのは無煙炭が主体である。
- 三畳紀（1億9千万年前頃）: ヨーロッパ中部、北米大陸、中国南部、インドシナ
- ジュラ紀（1億5千万年前頃）: ヨーロッパ中南部、北米大陸、アジア東部
- 白亜紀（1億2千年万前頃）: ヨーロッパ中部 北米、南米大陸、アフリカ大陸

新生代第三紀（7～2千万年前）の植物は、現在に近い樹種が主体。産出する石炭は、外国では石炭化の低い褐炭が主体だが、日本の炭鉱では瀝青炭が産出される。
- ドイツ、北米、中米、オーストラリア、日本

植物の体はセルロース、リグニン、タンパク質、樹脂などなどで構成されている。このうち古生代に繁茂したシダ類ではセルロースが40～50%リグニンが20～30%であり、中生代以後に主体となる針葉樹類ではセルロースが50%以上リグニンが30%である（何れも現生種のデータ）。これらの生体物質を元にして石炭が形成された。
石炭の成り立ちの主な参考文献 - 『石炭技術総覧』Batman、『太陽の化石:石炭』第1章石炭の生い立ち
シルル紀後期にリグニンを有した植物が登場した。歴史上上陸した植物が立ち上がるためにはセルロース、ヘミセルロースを固めるためのリグニンが必要であった。リグニンを分解できる微生物がその当時はいなかったので植物は腐りにくいまま地表に蓄えられていった。これが石炭の由来となる。石炭紀に石炭になった植物はフウインボク、リンボク、ロボクなどであり、大量の植物が腐らないまま積み重なり、良質の無煙炭となった。石炭紀以降も石炭が生成されたが時代を下るに従って生成される石炭の量も質も低下することとなった。白色腐朽菌は、地球上で唯一リグニンを含む木材を完全分解できる生物で、リグニン分解能を獲得したのは古生代石炭紀末期頃（約2億9千万年前）であると分子時計から推定された。石炭紀からペルム紀にかけて起こった有機炭素貯蔵量の急激な減少は白色腐朽菌のリグニン分解能力の獲得によるものと考えられている。

## 石炭の種類

石炭の化学構造の例：瀝青炭

### 石炭化度による分類
石炭は炭素の濃集度合（炭素の濃縮の程度） により石炭化度の高い方から、無煙炭、瀝青炭、亜瀝青炭、褐炭、亜炭、泥炭に分類される。日本で一般に石炭と呼ばれているものは、このうち無煙炭から褐炭までである。なお、石炭化度は発熱量と燃料比(固定炭素÷揮発分、通常では無煙炭：4以上、瀝青炭：1～4、褐炭：1以下)を用いているが、国際的には一般に揮発分が用いられている。
(石炭化度の高い順に)
無煙炭 (anthracite)
炭素含有量90%以上。最も石炭化度（炭素分）が高く燃やしても煙をほとんど出さない。カーバイドの原料、工業炉の燃料に使われるほか、家庭用の練炭や豆炭の原料となることもある。かつては軍艦用燃料に重んじられた。ただし揮発分が低く、着火性に劣る。焼結に使用可能な低燐のものは原料炭の一種として高価格で取引される。
半無煙炭 (semianthracite)
炭素含有量80%以上。無煙炭に次いで石炭化度が高いが、粉鉄鉱焼結にも適さない一方、電力等微粉炭ボイラー用としては揮発分が少なすぎて適さず、比較的安値で取引される一般炭。セメント産業の燃料や流動床ボイラに使われる。着火性に劣るが比較的発熱量が高く、内陸工場への輸送コストが安く済む。
瀝青炭（れきせいたん） (bituminous coal)
炭素含有量70～75%。石炭として最も一般的なもの。加熱により溶けて固まる粘結性が高く、コークス原料や製鉄用燃料となる。
亜瀝青炭 (subbituminous coal)
瀝青炭に似た性質を持つが、水分を15～45%含むため比較すると扱いにくい。粘結性がほとんどないものが多い。コークス原料には使えないが、揮発分が多くて火付きが良く、熱量も無煙炭・半無煙炭・瀝青炭に次いで高い。特にボイラー用の燃料として需要がある。豊富な埋蔵量が広く分布しており、日本で生産されていた石炭の多くも亜瀝青炭であった。
褐炭 (brown coal)
炭素含有量60%以上。石炭化度は低く植物の形を残すものも含まれ、水分・酸素の多い低品位な石炭である。練炭・豆炭などの一般用の燃料として使用される。色はその名の示す通りの褐色。水分が高すぎて微粉炭ボイラの燃料としては粉砕/乾燥機の能力を超えてしまう場合が多く、重量当たり発熱量が低いので輸送コストがかさみ、脱水すれば自然発火しやすくなるという扱いにくい石炭なので価格は最安価で、輸送コストの関係で鉱山周辺で発電などに使われる場合が多い。褐炭を脱水する様々な技術の開発が行われている。また、水素原料として有望視されている。
亜炭 (lignite)
褐炭の質の悪いものに付けられた俗名。炭素含有量60%未満。ただし、亜炭と呼ぶ基準は極めて曖昧である。学名は褐色褐炭。埋れ木も亜炭の一種である。日本では太平洋戦争中に燃料不足のため多く利用された。現在では亜炭は肥料の原料としてごく少量利用されているにすぎない。
泥炭 (peat)
泥状の炭。石炭の成長過程にあるもので、品質が悪いため工業用燃料としての需要は少ない。ウイスキーに使用するピートは、大麦麦芽を乾燥させる燃料として香り付けを兼ねる。このほか、繊維質を保ち、保水性や通気性に富むことから、園芸用土として使用される。
| 分類                           | 分類 | 発熱量 補正無水無灰基 kJ/kg (kcal/kg)             | 燃料比   | 粘結性 | 主な用途      | 備考                       |
| 炭質                           | 区分 | 発熱量 補正無水無灰基 kJ/kg (kcal/kg)             | 燃料比   | 粘結性 | 主な用途      | 備考                       |
| ------------------------------ | ---- | ------------------------------------------------- | -------- | ------ | ------------- | -------------------------- |
| 無煙炭 (A) Anthracite          | A1   | ---                                               | 4.0 以上 | 非粘結 | 一般炭 原料炭 |                            |
| 無煙炭 (A) Anthracite          | A2   | ---                                               | 4.0 以上 | 非粘結 | 一般炭 原料炭 | 火山岩の作用で生じたせん石 |
| 瀝青炭 (B, C) Bituminous       | B1   | 35,160 以上 （8,400 以上）                        | 1.5 以上 | 強粘結 | 一般炭 原料炭 |                            |
| 瀝青炭 (B, C) Bituminous       | B2   | 35,160 以上 （8,400 以上）                        | 1.5 未満 | 強粘結 | 一般炭 原料炭 |                            |
| 瀝青炭 (B, C) Bituminous       | C    | 33,910 以上 35,160 未満 （8,100 以上 8,400 未満） | －       | 粘結   | 一般炭 原料炭 |                            |
| 亜瀝青炭 (D, E) Sub-Bituminous | D    | 32,650 以上 33,910 未満 （7,800 以上 8,100 未満） | －       | 弱粘結 | 一般炭        |                            |
| 亜瀝青炭 (D, E) Sub-Bituminous | E    | 30,560 以上 32,650 未満 （7,300 以上 7,800 未満） | ---      | 非粘結 | 一般炭        |                            |
| 褐炭 (F) Lignite               | F1   | 29,470 以上 30,560 未満 （6,800 以上 7,300 未満） | ---      | 非粘結 | (一般炭)      |                            |
| 褐炭 (F) Lignite               | F2   | 24,280 以上 29,470 未満 （5,800 以上 6,800 未満） | ---      | 非粘結 | (一般炭)      |                            |

### 用途による分類
原料として製鉄用コークス、石炭化学工業、都市ガスなどに使用されるものを原料炭、燃料として火力発電や一般産業用ボイラー、セメント回転炉燃料などに使われる石炭を一般炭という。

### 粒度による分類
石炭は形状または粒度から、大きい順に切込炭、塊炭、中塊炭、小塊炭、粉炭、微粉炭に分類される。

## 石炭の採掘

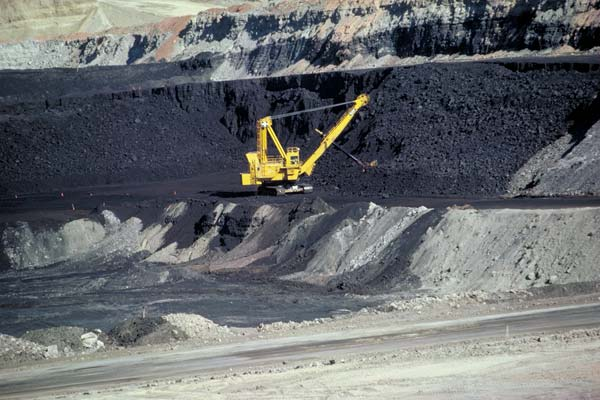
ワイオミング炭鉱の露天掘り

石炭は太古の植物の遺体が堆積したものであるため、地中には地層の形で存在する。石炭の鉱山を特に炭鉱と呼び、炭鉱が集中している地域を炭田と呼ぶ。
石炭の層（炭層という）が地表または地表に近いところに存在する場合、地面から直接ドラッグラインという巨大なパワーショベル等で掘り進む露天掘りが行われる。アメリカやオーストラリアの大規模な炭鉱で多く見られる。中国の撫順炭鉱は、700年ほど前から露天掘りがなされたと言われており、当時は陶器製造のための燃料として用いられたとされる。その後、清朝は「風水に害あり」との理由から採掘禁止としていたが、1901年、政府許可のもとで民族資本により採掘が始まった。その後、ロシア資本が進出、さらに日露戦争後は東清鉄道及びその付属地は日本の手に渡ることとなり、1907年には南満州鉄道の管理下に移って、鞍山の鉄鋼業の発展に寄与した。
20世紀初頭、英国のウェールズには600以上もの炭鉱があり、約20万人が働いて経済を支えていた。1911年には石炭は重量で輸出の9割を占めていた。
一方で地下深いところに石炭がある場合、日本の在来採炭法では炭層まで縦坑を掘り、その後炭層に沿って水平または斜め（斜坑）に掘り進む。石炭は層状に存在するので採掘は広い面積で行われるため、放置すれば採掘現場の天井が崩れ落ちる危険性が非常に高い。石炭を採掘する際には、天井が崩れないように支柱を組むなど様々な対処を行いながら掘り進む。従来採炭法では手持ち削岩機とダイナマイトの併用が多かったが、採掘も手間がかかり、崩した石炭をトロッコに積むのも手作業で、掘ったあとに支柱を組むので能率が悪かった。
オーストラリアやアメリカ合衆国などでは日本に比べ坑内掘りでも炭層が水平で厚く、厚さ数メートルにも及ぶ場合があり、ロングウォールという一種のシールドマシンによって機械採炭を行っている。これはコの字断面のシールドを横に長く並べ、コの字の内側を機織機のシャトルのようにドリルが往復して炭層を削り取ってゆくもので、ベルトコンベアで石炭は機械的にトロッコに積まれてゆく。省人員で生産能率が露天掘りに次いで高く、低コストである。ロングウォール炭鉱の場合、上層から採炭して採炭後の空間は支柱を立てずに崩す場合もある。（ただし、上層が高硫黄炭で下層が低硫黄炭で、保証スペックにあわせるため上層炭と下層炭ブレンドしたい場合なども多く、必ず支柱を省けるわけでもない）
最近は中国などでもロングウォールを取り入れている炭鉱もあるが、人件費が安いので依然従来採炭法の鉱山も多い。旧ソ連などでは石炭を地層内で不完全燃焼させガス化して取り出して採炭を簡略化するという、かなり乱暴な手法も研究されていたようである。

### 世界の埋蔵量
比較的埋蔵量の多い国はアメリカ合衆国、ロシア連邦、中華人民共和国。古期造山帯で多く産出される。炭層が厚く、広範囲に分布することから、露天掘りが多い。輸出向けの実績はオーストラリア、インドネシアが堅調に推移。インドネシアは良質な瀝青炭の埋蔵量が減少傾向にあり、今後は亜瀝青炭の生産量が増加していくものと見られる。
（ ）内は2017年の埋蔵量（億トン、BP統計）。
- アメリカ合衆国（2484）
- ロシア（1604）
- オーストラリア（1419）
- 中国（1386）
- インド（972）
- ドイツ（362）
- ウクライナ（341）
- ポーランド（258）

### 主な産炭地
（ ）内は上位5国の2018年の産出量の割合（%）。年合計は約78.13億トン。
上位5国の2018年の産出量の割合
- 中華人民共和国（45.4）
  - 大同、平朔（朔州市）、神木（楡林市神木市）、撫順、阜新、唐山、萍郷
- インド（9.9）
  - ダモダル
- アメリカ合衆国（8.8）
  - アパラチア（瀝青炭）、中央、ペンシルベニア（無煙炭）、ロッキー（褐炭）
- インドネシア（7.0）
- オーストラリア（6.2）
  - ボウエン、ハンター
- 南アフリカ共和国
  - トランスヴァール
- ロシア
  - クズネツク
- ポーランド
  - シロンスク
- ウクライナ
  - ドネツ炭田（ドンバス）
- カザフスタン
  - カラガンダ
- イギリス
  - ヨークシャー、ランカシャー、ウェールズ
- ドイツ
  - ルール地方、ザール、ザクセン

### 主な消費国
平成29年（2017年）の主要消費国上位6ヶ国は中国（48.2%）、インド（12.4%）、アメリカ（8.4%）、ロシア（3.0%）、ドイツ（2.9%）、日本（2.5%）である。
日本は、オーストラリア、インドネシア、中国、ロシアなどから年間約1億8千万トンもの石炭を輸入している。

### 炭鉱事故
石炭が他の鉱石と著しく異なる点は「良く燃える」ことであり、それによる大規模な炭鉱災害が度々発生している。炭層内に含まれるメタンガスが突然噴出し引火して爆発したり、炭鉱内に飛散した石炭の粉塵（炭塵）に引火して炭塵爆発を起こしたりして多数の犠牲者が出た事故が過去何度も発生している。犠牲者が最も多かったのは日本統治下の満州の本渓湖炭鉱で1943年に発生した炭塵爆発事故で、死者の数は1,527名に達した。日本国内の事故では1914年に方城炭鉱でのガス爆発事故が死者687名を出している。1910年頃までヨーロッパでも死者300人を超える事故があったが、1913年のイギリスのセングヘニス炭鉱事故（死者439名）以後、欧米では犠牲者300名以上の爆発事故は発生していない。それに対して日本では1963年の三池炭鉱（盆踊りの炭坑節で有名）炭塵爆発事故で458名の死者を出している。アメリカにある炭鉱都市のセントラリアは、1962年に発生した坑内火災で町全体に退去命令が出てゴーストタウンと化した。現在も地下では火災が続いており、地上では煙が上がっている。
炭鉱災害の参考文献 - 『太陽の化石:石炭』2.5炭鉱災害と保安の技術史について

## 産業分野の利用
石炭は一般家庭や産業分野で利用されているが、産業分野では電力分野、製鉄分野、コークス製造分野、土壌改良分野などで利用されている。また、石炭からは各種の誘導品が製造される。

### 各産業分野
電力分野
石炭は蒸気ボイラー用燃料として発電に利用される。
製鉄分野
製鉄分野では製錬工程での還元剤や熱源として使用されている。
コークス製造分野
製鉄や鋳造、金属鉱石の製錬時の還元剤に使用されるコークスは石炭を高温乾留したものである。
土壌改良資材分野
亜炭や泥炭は主に土壌改良材に利用されている。

### 各種誘導品
燃焼による誘導品
ボイラーで石炭を燃焼して発生した灰はフライアッシュ、灰が凝集して底部に残ったものをクリンカアッシュ（ボトムアッシュ）という。
乾留による誘導品
石炭の乾留による誘導品がコークスであり、その工程で副生成物として石炭ガス、コールタール、ガス軽油、ピッチなどが得られる。
コークスと水蒸気との反応
赤熱したコークスと水蒸気との反応により水性ガスが得られる。

## 石炭利用の歴史
石炭利用の歴史この章の主な参考文献 - 『石炭技術総覧』第3章石炭を使う

### 石炭使用の黎明期
古代ギリシアのテオプラストスの記録（紀元前315年）に石炭が鍛冶屋の燃料として使われたと書かれている。ほぼ同年代の中国戦国時代でも石炭を使用した遺跡が見つかっている。かつて中国華北で宋代に用いられたとされ、同時代の江南では木炭、四川では竹炭を利用していた。 日本での工業使用は、江戸時代で筑豊炭田の石炭が瀬戸内海の製塩に用いられた記録がある。元禄年間に貝原益軒が著した『筑前国続風土記』によれば、日本の筑前では山野に露出した石炭を「燃石」と称して、庶民が薪の代用燃料としていたようで、風呂や煮炊き用に火持ちの良い燃石を用いたと著されている。イギリスは国内に豊富な石炭資源を有し、一部は地表に露出していたため700年以上前から燃料として使われていた。

### 石炭の第一次黄金時代

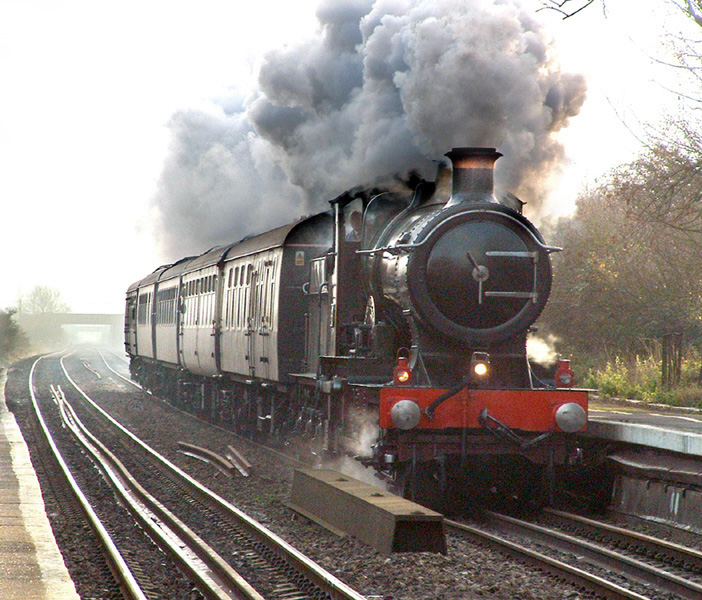
1904年製の蒸気機関車City of Truro

18世紀にイギリスで産業革命が始まり、製鉄業をはじめとした工業が大規模化した。燃料消費量が増え、従来の薪や木炭を使用した工業システムでは森林資源の回復が追いつかなくなる問題が持ち上がり、工業用燃料として石炭が注目され始めた。ジェームズ・ワットによって蒸気機関が実用化され、燃料として石炭が大量に使用されるようになった。また同じ頃に石炭を乾留したコークスによる製鉄法が確立され、良質な鉄が安価に大量に生産できるようになり、産業革命を大きく推進させた。
19世紀末になるとコークスを製造する際の副産物として出てきたドロドロの液体コールタールを原料として石炭化学工業が始まり、染料のインディゴ、薬品のアスピリン、ナフタリンなどが作られるようになった。石炭と石灰岩を高温（2,000℃）で反応させてできた炭化カルシウムからアセチレンが作られ、有機化学工業の主原料となった（現在この地位は石油起源のナフサ/エチレンに替わっている）。燃料としての石炭は工場の動力のほか、鉄道や船の蒸気機関の燃料として使われた。
都市の照明や暖房・調理用に石炭由来の合成ガスが使われた。これは石炭の熱分解から得られたガスで、最初はコークスを作る際に発生するメタンや水素を主成分とするコークス炉ガスがロンドンのガス灯などに使われた。次にもっと大量に生産できる都市ガスが開発された。灼熱したコークスに水をかけて得られる一酸化炭素と水素からなるガスで、大都市で1970年代まで使用されたが、便利ではあるが毒性が強いものであったため現在では毒性の少ない天然ガスに切り替わりつつある。19世紀末から20世紀中旬にかけて、先進各国の都市では工場や家庭で使用する石炭から出る煤煙による公害問題が大きくなっていった。

### 石炭から石油への移行

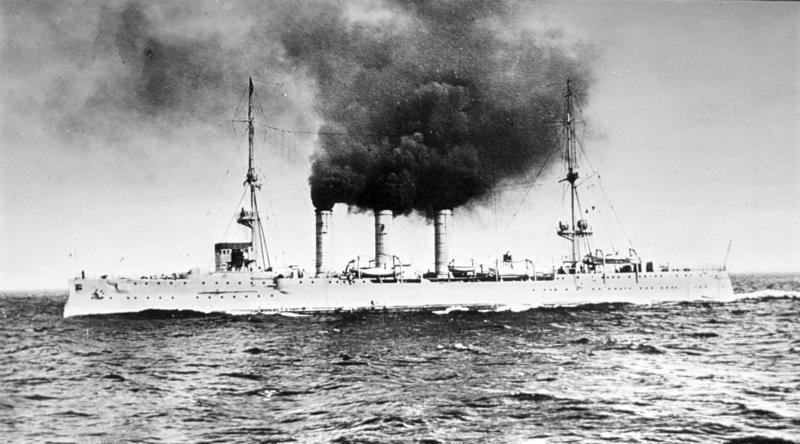
第一次大戦で活躍したドイツ巡洋艦エムデン、石炭燃焼による目立つ黒煙は敵に見つかりやすい。
特にドイツにおいては地政学的な理由から英国のような高品質の火力の高い無煙炭の入手が困難であったため不利な条件が重なることになった。

20世紀にはいると石油の採掘技術が発展し、アメリカ国内、中東、インドネシアで大規模な油田が開発されて、大量に安価に入手できるようになった。石油は液体なので貯蔵・移送が便利な上、発熱量が大きく、煤煙が少ないので石炭に代わる燃料として使われるようになった。1910年代まで世界の海軍の主要艦艇の燃料は石炭であったが、イギリスでは1914年に竣工した軽巡洋艦アリシューザ級と1915年竣工の戦艦クイーン・エリザベス級以後の艦は、燃料を重油に切り替えた。日本などの国々でも1920年代以後に建造された艦の燃料はほとんど全て石油に切り替わった。他の分野では石油への切り替えは少し遅れた。鉄道分野では当初動力車として蒸気機関車のみしかなかったが、1940年代にはアメリカで高出力ディーゼル機関車の本格運用が始まった。ドイツは第二次世界大戦中に、輸入が途絶した石油の代替として石炭液化技術を実用化した。これは高温（500℃以上）高圧（数十気圧以上）の条件下で石炭と水素を反応させて炭化水素を合成する方法であった。
第二次世界大戦で敗戦した日本は疲弊した国内産業の建て直しのために国策として石炭の増産を実施し（傾斜生産方式）、戦後の復興を遂げた。当時火力発電はほとんど石炭を燃料としていた。しかし1960年から発電用燃料として石油の使用量が増大し、1970年代には石炭のみを使う火力発電所は新設されなくなった時期があった。また既設の石炭火力発電所も石油仕様に改造された。
また、前述のアセチレン等に代わって現在の化学工業の基本となっているのは、石油の低沸点部分のナフサを原料としたエチレンである。

### 石油危機と石炭回帰・天然ガスとの競争
二度の石油危機以降、原油価格が上昇し、発電・工業用ボイラ燃料・セメント焼成燃料は1980年代に再び石炭に戻った。一方で石油代替燃料のライバルとして天然ガスが登場した。日本の発電は1980年以降原子力発電、石炭火力発電と天然ガスを用いたコンバインドサイクル発電を組み合わせバランスよく使用するように方針転換されている（電源ベストミックス）。東京電力・中部電力・関西電力のような大都市圏の電力会社では比較的天然ガスの比率が高いものの、地方の電力会社では、沖縄電力が2015年の統計で発送電電力量構成比で石炭火力発電が62%をしめるのを筆頭に、中国電力でも56%、北陸電力でも64%を占めるなど石炭火力発電が発電の柱となっている会社も多い。
近年中国での経済成長による需要急拡大などを背景に2000年ごろには約50億トンであった石炭の消費量は急増しており2010年以降は約80億トンとなっている。
2010年代には地球温暖化対策の視点などから、火力発電所で使用される石炭は天然ガスと比べて二酸化炭素の排出量が多いことが問題視されるようになった。2016年に行われた第22回気候変動枠組条約締約国会議（COP22）に合わせ、フランスは2023年、イギリスは2025年、カナダは2030年までに石炭火力を廃止する方針を打ち出している。また、アメリカではメキシコ湾岸油田などの開発から、コスト的に天然ガスが優位となり、石炭火力発電所が次々に閉鎖される出来事もあった。

## 石炭資源の特徴

### 利点
安価なコスト
自動車の普及した先進国では石油の占める割合が高いが、エネルギー消費の過半数を占める発電燃料・産業燃料では、コスト優位により石炭が未だに少なくない割合を占めている国もある。アメリカも発電燃料は31%と天然ガスと同じぐらいである。中国は自動車の普及で石油輸入量が急増し日本を追い抜いたが、依然として全エネルギーのうち5割以上を石炭が占めている。
輸送・貯蔵時のセキュリティ
石油・ガスのような流体ではないことや、核燃料のようにコンパクトではないことは、輸送のコストを押し上げる要因ではあるが、一方では輸送や貯蔵に際しての事故やテロによる被害の規模を抑制する要因でもある。
豊富な埋蔵量
石炭は他の燃料に比べて埋蔵量が多く、かつ石油のような一地域への偏在がなく、全世界で幅広く採掘が可能なエネルギー資源である。50年で枯渇が懸念されている石油に対し、石炭は153年の採掘が可能と考えられている。2017年の世界の消費は約75億t、2017年時点では総一次エネルギー消費の23%を占める。確認可採埋蔵量は、世界で約1兆35億 t（2017年）（BP統計2005年版では約9091億 t）。1990年のデータでは ウランを含む燃料資源を石油に換算した確認可採埋蔵量の比率は石炭が61.9%に達し、オイルサンド類の16.1%、石油の10.8%、天然ガスの9.7%に比べて圧倒的に多い。また石油が世界の埋蔵量のうち中東地区に約48%が偏在したり（2016年のデータ）、天然ガスがヨーロッパ及旧ソ連と中東で70%以上の埋蔵量を占有する状況である（2016年のデータ）のに比べて 石炭はアメリカ（22.1%）、中国（21.4%）、ロシア（14.1%）、オーストラリア（12.7%）、インド（8.3%）、ドイツ（3.2 %）と政情の安定している国の埋蔵量が大きいことが特徴（2016年のデータ）。
製鉄における石炭の有利
鉄鉱石とは錆びた鉄・酸化鉄と脈石の塊であり、製鉄とは還元反応である。現在の高炉法は粘結炭（瀝青炭）を蒸し焼きにしたコークスと塊状鉄鉱石を円筒形の高炉に積み上げ、下から空気を吹き込んで発生する一酸化炭素で銑鉄を作るので、石炭（特に粘結炭）が不可欠である。
天然ガスでも還元できるが温度が上げにくいので、産油国のような石油採掘の時に随伴ガスとして出てきてしまう天然ガスを無駄に燃やしている国以外では、石炭のほうが優位である。
豊富な埋蔵量の主な参考文献 - 『エネルギー・セキュリティ』

### 欠点

ドイツ、ガルツヴァイラーの露天掘り炭鉱。高解像度のパノラマ。

健康被害
石炭を燃料として使用すると、健康障害や死亡の原因になる。1952年12月5日から9日にかけてロンドンで発生した「ロンドンスモッグ」は、主に石炭の大量使用によって引き起こされ、合計1万2000人の犠牲者を出し大気汚染としては史上最悪規模の公害となった。世界的に石炭は、毎年80万人の早死を引き起こすと推定されている。
- 石炭の燃焼は二酸化硫黄(SO2)の主な排出源であり、窒素成分も他のエネルギー源より多く、酸性雨や大気汚染の最も危険な形態であるPM2.5粒子状物質を生成する[30]。煙突からの排出物は、喘息、脳卒中、知的障害、 動脈閉塞、心臓発作、うっ血性心不全、不整脈、水銀中毒、狭窄症、肺がんを引き起こす[31]。石炭を使用して発電することによるヨーロッパの年間医療費は、最大430億ユーロと見積もられている[32]。
- 他の燃料に比べて煤塵発生も多く、労働者の塵肺を引き起こす[33]。この影響で、米国だけでも石炭産業の元従業員1,500人が毎年死亡すると推定されている[34]。
- 石炭を使用すると、毎年数億トンの灰やその他の廃棄物が発生し、これらには、フライアッシュ、ボトムアッシュ、および排煙脱硫スラッジが含まれ、これらには、セレンなどの非金属とともに、水銀、ウラン、トリウム、ヒ素、およびその他の重金属が含まれている[35]。1990年代におけるアメリカ地質調査所の推計によると、アメリカ人は平均して石炭由来の放射線を自然放射線量の0.1%程度、石炭火力発電所から1kmの場所に住んでいる場合は最大で5%を追加で被曝しているとされる[36]。
- 放射性物質は土中に微量含まれているため、他の鉱物（鉄や銅、アルミ）など採掘残土、精製残土やそれらの工業製品にも製品品質や人体に影響を与えない範囲で極微量含有している。石炭だけが環境破壊（非金属、重金属、放射性）の影響を与えているという考えは誤りである。また、石炭の燃え滓である灰や廃棄物は、石炭の主成分の炭素を分離した色々な高濃度物質の塊であり、環境や人体への影響を考えたら切りが無い。だが、石炭だけ取り上げられる理由は、石炭の消費者（火力発電所や製鉄所など）が環境意識の高い利用者、最終消費者（先進国の国民）に近いから環境アセスメント問題として騒がれているだけで、発展途上国や公害に対する教育の低い国や国民が騒がないだけである。そのため、先進国から、大型火力発電所や製鉄所が撤退し、上記の国や地域なら軽度の環境アセスメントや経済的に移転している。また、前述したとおり、石炭の灰は色々な高濃度物質の塊なので、都市鉱山の一種として研究が行われている。

環境への影響
石炭使用の最大かつ最も長期的な影響は、気候変動と地球温暖化に強い影響を与える物質である温室効果ガスである二酸化炭素(CO2)の放出である。石炭は、2017年時点で世界の一次エネルギーの4分の1を供給し、石炭火力発電は、2018年の世界のCO2排出量増加の最大の要因であり、化石燃料からの温室効果ガス総排出量の40％となっている。石炭採掘は、別の温室効果ガスであるメタンを放出する。
石炭は高品位になるほど炭素含有量が増えて水素・酸素が減ってゆき、無煙炭の炭素含有量は90 %以上に達する。他の燃料は燃焼すると主に二酸化炭素と水蒸気が発生するが、高品位の石炭を燃やすと燃焼生成物の大部分が二酸化炭素となる。含有水素の少なさを、炭素の燃焼によってカバーしているため、他の燃料と発熱量で比較すると二酸化炭素の排出が多くなる。他の硫黄酸化物除去は実用化されており、二酸化炭素は地中処分が検討されているが、日本では貯留層に70年分の容量しかないといい、既存石炭火力発電所を寿命まで使い切って次世代発電所にバトンタッチする繋ぎ技術と目されている。
エネルギーが小さい
石油と比較した場合は低エネルギーであり、重油と比べて約半分である。これは蒸気ボイラーで同じ出力を得ようとした場合、石油燃料を使用する場合よりも大きなボイラーが必要であることを意味する。
固体のため、採掘・運搬・貯蔵に際してコストがかかる
液体や気体（圧縮し液体化させれば）はポンプと配管で輸送できるが、石炭の輸送にはパワーショベルまたは人手による投炭、ホッパー、ベルトコンベアなどが必要である。貯蔵の際には屋内屋外の貯炭場などに積み上げられることになる。坑内掘りの場合は、粉塵やガスの爆発事故や、ガスによる酸欠事故、粉塵による塵肺、落盤事故などの危険が伴う。
放置すると空気と緩慢酸化、自然発熱を起こし場合によっては自然発火に至ることもあるので注意が必要。そのため、石炭の貯蔵設備は日除けや、粉塵や自然発火防止の散水設備などの安全費用が掛かり、石炭を使用する直前には、湿気た石炭を乾燥させてから火炉に投入するため、乾燥設備や乾燥熱（排熱の利用）の費用もかかる。
石炭の欠点の主な参考文献 - 『石炭技術総覧』第3章石炭を使う